# 5444 Gautier
5444 Gautier (1991 PM8) là một tiểu hành tinh vành đai chính được phát hiện ngày 5 tháng 8 năm 1991 bởi Holt, H. E. ở Palomar.